# فلورين ليفادارو
فلورين ليفادارو (مواليد 18 نوفمبر 1955) هو ملاكم روماني، مثّل بلاده في الألعاب الأولمبية الصيفية 1980.

## روابط خارجية
فلورين ليفادارو على موقع أوليمبيديا (الإنجليزية)